# Scott Hamilton
Scott Scovell Hamilton (28 d'agost del 1958) és un patinador artístic americà retirat que va ser medallista d'or olímpic. Va guanyar quatre campionats dels EUA consecutius (1981–84), quatre mundials consecutius (1981–84), i una medalla d'or en els Jocs Olímpics d'Hivern de 1984. El seu moviment destacat és un backflip, un exercici que pocs altres patinadors artístics podrien fer i que va contra les regles de la competició del patinatge artístic dels EUA i de la competició olímpica, però que ell va incloure en les seves rutines d'exposició per complaure el públic. És també reconegut per les seves innovadores seqüències de footwork. Després de jubilar-se ha estat implicat en tasques benèfiques i és l'autor de tres llibres.

## Biografia
Hamilton va néixer el 28 d'agost de 1958 a Toledo, Ohio. Va ser adoptat a l'edat de sis setmanes per Dorothy (de soltera McIntosh), professora, i Ernest S. Hamilton, professor de biologia, i va créixer a Bowling Green, Ohio. Té dos germans, la germana gran Susan (la filla biològica dels seus pares) i el germà petit Steven (que també va ser adoptat). Va estudiar a l'escola primària de Kenwood. Quan Hamilton tenia dos anys, va contreure una malaltia misteriosa que el va fer deixar de créixer. Després de nombroses proves i diversos diagnòstics equivocats (incloent-hi un diagnòstic de fibrosi cística que li va donar només sis mesos de vida), la malaltia va començar a corregir-se. El seu metge de família el va enviar a l'Hospital Infantil de Boston per veure un Dr. Shwachman. Li van dir que el metge no tenia ni idea del que estava malament i que anés a casa i detingués les dietes per tal de viure una vida normal. Anys més tard, es va determinar que un tumor cerebral congènit era la causa principal de la seva malaltia infantil. En el moent culminant de la seva carrera amateur, Hamilton pesava 49 i feia 1,59 m d'alçada, però finalment va créixer fins a una altura de 1,63 m.
Als 13 anys, Hamilton va començar a entrenar amb Pierre Brunet, un excampió olímpic. El 1976, però, va estar a punt de deixar el patinatge perquè el cost de la formació era massa alt i es va matricular a la universitat. No obstant això, Helen i Frank McLoraine van intervenir per proporcionar suport financer a Hamilton per continuar la seva formació. Hamilton treballaria més tard amb els McLoraines en la continuació del suport filantròpic al patinatge artístic. Hamilton va anar a la Bowling Green State University d'Ohio. L'antic First Street de Bowling Green es va anomenar Scott Hamilton Avenue en el seu honor.

## Trajectòria

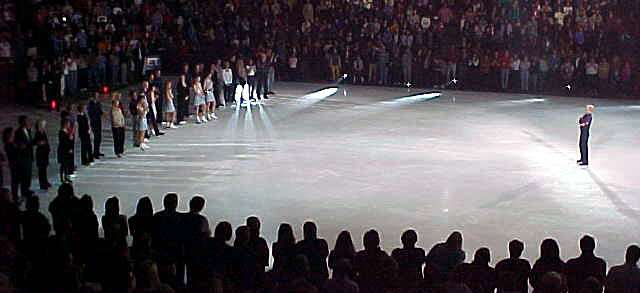
L'última actuació de Hamilton a la gira Stars on Ice

El 1980 Hamilton va acabar tercer als Campionats de Patinatge Artístic dels Estats Units, aconseguint un lloc a l'equip olímpic dels Estats Units. Va acabar en cinquè lloc en els Jocs Olímpics d’hivern de 1980, on també va tenir l’honor de portar la bandera americana a la cerimònia d’inauguració. El seu millor rendiment va ser al Campionat dels Estats Units del 1981. El públic va començar a fer una ovació de diversos segons abans del final de la representació. Mai va perdre una competició amateur. El 1981 va guanyar l'or al Campionat Mundial de Patinatge Artístic. Durant el llarg programa, va rebre puntuacions de 5,8 i 5,9 per mèrit tècnic i 5,7 per 5,9 per impressió artística sobre una puntuació perfecta de 6,0. Va començar el llarg programa amb un triple salt Lutz, el seu salt més constant i més dur. Va realitzar un programa fort malgrat un problema menor. Va tornar a guanyar l'or el 1982 i el 1983 al Campionat dels Estats Units i del Món.
Als Jocs Olímpics de 1984, va obtenir les xifres obligatòries i es va classificar segon en el programa curt. Per al llarg programa, va planejar cinc salts però només en va completar tres, faltant el triple flip i el triple Salchow. Per mèrits tècnics, els nou jutges li van donar tres 5.6, dos 5.7, tres 5.8 i un 5.9. Per impressió artística, va rebre quatre 5,8 i cinc 5,9. Brian Orser va guanyar el llarg programa i Hamilton va ser el segon, però Hamilton va guanyar la medalla d'or. Això va acabar amb una sequera de 24 anys de medalles d’or per als homes nord-americans de patinatge artístic olímpic. No va intentar el triple salt Axel, un salt més difícil que van aconseguir altres patinadors de la competició. Va guanyar el Campionat del Món d’aquell any i després es va convertir en professional a l’abril de 1984.
Després de convertir-se en professional, Hamilton va fer una gira amb Ice Capades durant dos anys i després va crear el "Scott Hamilton's American Tour", que més tard es va canviar com Stars on Ice. Va cofundar, coproduir i actuar a Stars on Ice durant 15 anys abans de retirar-se de la gira el 2001.
Ha estat guardonat amb nombrosos honors de patinatge, inclòs el de ser el primer patinador artístic masculí en solitari a rebre el premi Jacques Favart (el 1988). El 1990 va entrar al Saló de la Fama Olímpica dels Estats Units.

## Carrera en mitjans de comunicació

### Carrera de radiodifusió
Hamilton va ser comentarista de patinatge per a la televisió CBS durant molts anys, a partir del 1985. També ha treballat per a la televisió NBC. El 2006 va ser el presentador del programa de televisió de FOX Skating with Celebrities. Actualment, forma part de la junta directiva de Special Olympics International.

### Aparicions a la televisió
Hamilton va donar veu al comentarista de ball de gossos a l'episodi Dances with Dogs de King of the Hill. També va ser vist a l'episodi de 2008 Els padrins màgics de The Fairy Oddlympics com a copresentador de Timmy Turner.
Va aparèixer a l'episodi del 26 d'agost de 2008 de Wanna Bet?, on va acabar 2n, perdent davant Bill Engvall. El 2009, va aparèixer a la segona temporada de Celebrity Apprentice.
Va fer una petita aparició a Roseanne com ell mateix, participant en una seqüència de crèdits de competició de patinatge amb linòleum simulada. També va fer una breu aparició a la pel·lícula Blades of Glory.
El 8 de març de 2010, Scott Hamilton: Return to the Ice es va estrenar al Bio Channel. L'especial de televisió de dues hores va narrar el retorn de Hamilton al patinatge després de lluitar contra el càncer.

### Autoria de llibres
El 1999, Hamilton va escriure el llibre Landing It, on parla de la seva vida dins i fora del gel. El 2009, Hamilton va escriure el llibre The Great Eight, que va compartir els secrets de la seva felicitat i com va superar nombrosos reptes i decepcions al llarg de la seva vida. El 2018, va escriure el llibre Finish First: Winning Changes Everything (editor: Thomas Nelson), sobre el valor de la competència.

## Vida personal

### Família
El 14 de novembre de 2002 es va casar amb Tracie Robinson, una nutricionista. La parella té tres fills i una filla. La família resideix a Franklin, Tennessee.

### Fe
Hamilton és cristià i ha dit sobre la seva fe: «Entenc que a través d'una forta relació amb Jesús pots suportar qualsevol cosa... Déu és allà per guiar-te a través dels llocs difícils. Déu hi era cada vegada, cada vegada.»

### Malalties
El 1997, Hamilton va tenir una batalla molt publicitada amb el càncer testicular. Va tornar al patinatge després del seu tractament i la seva història va aparèixer a les revistes i a la televisió. El 12 de novembre de 2004, Hamilton va tenir un tumor cerebral benigne, que va ser tractat a la Clínica de Cleveland.
El 23 de juny de 2010, Hamilton va tenir cirurgia cerebral per evitar la recurrència del tumor benigne descobert el 2004. Anomenat craniofaringioma, el tumor podria haver causat ceguesa si no es tracta. La cirurgia va tenir èxit. Al novembre de 2010, Hamilton va tornar a l'hospital. Durant l'eliminació del tumor, es va "saturar" una artèria al cervell. El sagnat es va aturar, però un aneurisma es va formar dies després. Hamilton va passar bé la cirurgia.
El 2016, Hamilton va anunciar que havia rebut el seu tercer diagnòstic de tumor cerebral. A finals de març de 2017, va declarar que el tumor s'havia reduït sense quimio.

### Treball benèfic
El 1990, quan la Fundació Make-A-Wish va complir el seu desè aniversari, Hamilton va ser reconegut com el primer "Celebrity Wish Granter of the Year" de la Fundació.
Va fundar la Fundació Scott Hamilton Cares per ajudar amb el suport de pacients de càncer. Ha estat voluntari durant molt de temps amb els Jocs Olímpics Especials i actualment serveix com a ambaixador mundial dels Jocs Olímpics Especials. Hamilton també ha ajudat a beneficiar l'Hospital Infantil de Sant Jude i la Multiple Myeloma Research Foundation, de la qual és membre honorari del consell.

### Opinions polítiques
El 2012, Hamilton va fer aparicions públiques en suport de la campanya presidencial del republicà Mitt Romney. També ha parlat en suport de Donald Trump, i va aparèixer en un episodi de Celebrity Apprentice.

## Premis i reconeixement
- 1985 - Hamilton va ser guardonat amb el Premi Més Coratge Atleta 1984 per l'Associació d'Escriptors Esportius de Filadèlfia.[37]

- 1993 - The Associated Press va publicar els resultats d'un estudi esportiu nacional en el qual Hamilton es va classificar com un dels vuit millors atletes més populars d'Amèrica, molt per davant d'estrelles esportives de renom com Michael Jordan, Magic Johnson, Troy Aikman, Dan Marino, Wayne Gretzky, Joe Montana i Nolan Ryan.[38]

- 1996 - Hamilton va rebre el Premi al Coratge Mildred "Babe" Didrikson Zaharias de l'Acadèmia d'Esports dels Estats Units en reconeixement de la seva valenta acció per superar l'adversitat per excel·lir en l'esport.[39]

- 1996 - Hamilton va rebre el Premi de Plata d'Or de l'Acadèmia d'Assoliment.[40]